# Список населённых пунктов Чкаловского района Нижегородской области
| Образование             | Населённые пункты в составе образования |
| ----------------------- | --- |
| Город Чкаловск          | г. Чкаловск |
| Рабочий посёлок Катунки | р. п. Катунки |
| Рабочий посёлок Чистое  | р. п. Чистое |
| Беловский сельсовет     | с. Белое д. Белозеры д. Большое Варакино д. Боярское д. Бубново д. Варлашево д. Великово д. Гладыши д. Грязново д. Елино д. Занино д. Здемерово д. Игошино д. Карпуниха д. Карпушкино д. Кирино д. Крутцы д. Ломки д. Луговая д. Малое Варакино д. Мякотино д. Охотино д. Палкино д. Петрунино д. Самсыгино д. Семеново д. Смыкушиха д. Сонино д. Фирсово д. Харенки |
| Вершиловский сельсовет  | с. Вершилово д. Афанасьево д. Головино п. рзд. Зайково д. Коробейниково д. Круглово д. Кузнецово д. Малинино д. Милино п. рзд. Мухлово д. Перехваткино д. Пройма д. Раково д. Скорынино п. Старая Казарма с. Тимонькино д. Трофаново д. Урково д. Шеховская |
| Котельницкий сельсовет  | д. Котельницы д. Алеево д. Апалихино д. Бабаино д. Балахнино д. Белово д. Ваулино д. Вашкино д. Волково д. Гари д. Гумнищи д. Жуково д. Задняя д. Зубово д. Ионово д. Кастихино д. Кириха д. Киселево д. Кораблево д. Коробиха д. Кузьмино д. Кутячево д. Лазариха д. Лукинки д. Михалево д. Неверово д. Павелково д. Погудкино д. Полубенки д. Прудово д. Рылково д. Сабукино д. Санагирево д. Сапаниха д. Сенничиха д. Сивцево д. Стрелка д. Таборы д. Хвостиха д. Хмелино д. Чернильниково д. Шадрино д. Юркино                                                                              |
| Кузнецовский сельсовет  | д. Кузнецово д. Балахнино д. Беседы д. Бессониха д. Большое Рябинино д. Бральгино д. Высокая д. Горбово д. Горянское д. Губцево д. Зелебиха д. Зельево д. Зименки д. Карабасиха д. Климотино д. Колганово д. Колосиха д. Кузино д. Кукомоино д. Кулаево д. Курмыш д. Левино д. Либежево д. Лопатиха д. Малая д. Малое Рябинино д. Матренино д. Медниково д. Митениха д. Мишнево д. Нагорное д. Окорково д. Осокино д. Перехваткино д. Плясицино д. Подшибалкино д. Попцово д. Савино д. Соболево д. Ступино д. Харламово д. Хмельничное д. Черенино д. Черницы д. Шестово д. Шубино д. Яблоново |
| Новинский сельсовет     | с. Новинки д. Андроново д. Бегучево д. Берьково д. Блиново д. Бровницы д. Букашево д. Ванисово д. Васильково д. Ганиха д. Грибово д. Ильдово д. Каблуково д. Косьмягино д. Лакомкино д. Лутошкино д. Никиткино д. Перхурово д. Ревикино д. Рыжково с. Сицкое д. Степучево д. Страшево д. Стрепехово д. Сумино д. Ульянково д. Яковлево |
| Пуреховский сельсовет   | с. Пурех д. Андреево д. Барышиха д. Белая д. Боброво д. Бородулино д. Веретеново д. Воронцово д. Голышево д. Гребнево д. Демидово д. Зарубино д. Ильинка д. Косяково п. Левино д. Малое Чухово с. Михайловское д. Новая д. Остапово д. Осташино д. Поселихино д. Пырьево д. Романово д. Самсыгино д. Смольево д. Трутнево д. Тяжелухино д. Филино д. Фомино п. Школьный |
| Соломатовский сельсовет | с. Соломаты д. Беляниха д. Большое Якунино д. Вашеево д. Вихорево д. Гришино д. Железово д. Загоскино д. Кодочиги д. Колобово д. Левиха д. Лисино д. Малое Якунино д. Мишино д. Морозово д. Подожгино д. Поросятево д. Починок д. Просоль д. Семеново д. Спирино д. Умники д. Федена д. Хохары д. Шиблово д. Шинино д. Шишкино д. Шмели д. Щетинино д. Ягодная |

## Источник
Населённые пункты Чкаловского района